# Pazifischer Fuchshai
Der Pazifische Fuchshai (Alopias pelagicus) ist eine von drei Arten der Fuchshaie (Alopiidae). Er ist im gesamten subtropischen bis tropischen Bereich des Pazifischen und Indischen Ozean verbreitet.

## Aussehen und Merkmale

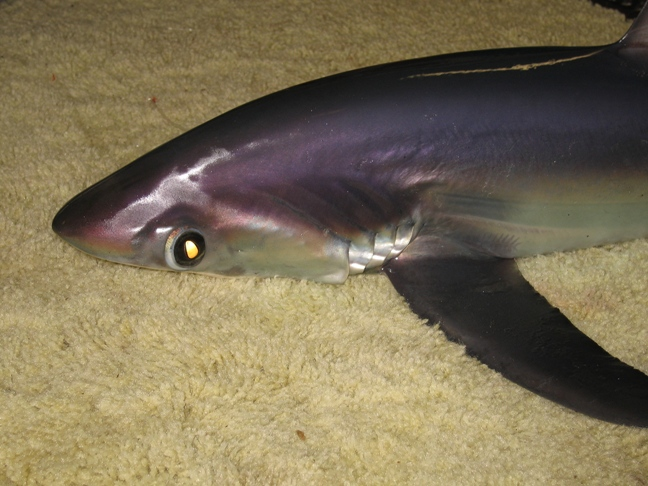
Kopf des Pazifischen Fuchshais

Der Pazifische Fuchshai ist ein großer Hai mit einer maximalen Körperlänge von etwa 365 cm. Er hat eine dunkelblaue bis blauviolette Rückenfärbung ohne auffällige Zeichnung und eine weiße Bauchfärbung, die jedoch nicht über die Bauchflossen hinausreicht.
Der Hai besitzt eine konisch abgerundete Schnauze und im Vergleich zu anderen Fuchshaien relativ kleine Augen. Die Schwanzflosse ist sehr groß ausgebildet und der obere Schwanzlobus besitzt eine Länge, die fast der des restlichen Körpers entspricht. Er besitzt eine kleine Afterflosse und zwei Rückenflossen. Die erste Rückenflosse ist deutlich größer als die zweite und liegt hinter den Brustflossen. Die Brustflossen sind relativ groß und enden nicht spitz wie beim Gemeinen Fuchshai (A. vulpinus). Wie alle Arten der Gattung besitzen die Tiere fünf Kiemenspalten und haben kein Spritzloch.

## Lebensweise
Der Pazifische Fuchshai ist eine Hochseeart und entsprechend relativ schlecht erforscht. Er lebt in Gewässertiefen von der Meeresoberfläche bis zu 150 m Tiefe und ernährt sich räuberisch vor allem von verschiedenen Knochenfischen.

### Fortpflanzung
Er ist wie andere Arten der Makrelenhaiartigen lebendgebärend und bildet keine Plazenta aus (aplazental vivipar). Die Weibchen bekommen 2 Jungtiere pro Wurf, ein uteriner Kannibalismus wird bei dieser Art vermutet. Die Junghaie haben eine Größe von etwa 130 bis 160 Zentimetern. Die Geschlechtsreife erreichen die Tiere bei einer Länge von ungefähr 250 bis 300 cm.

## Verbreitung

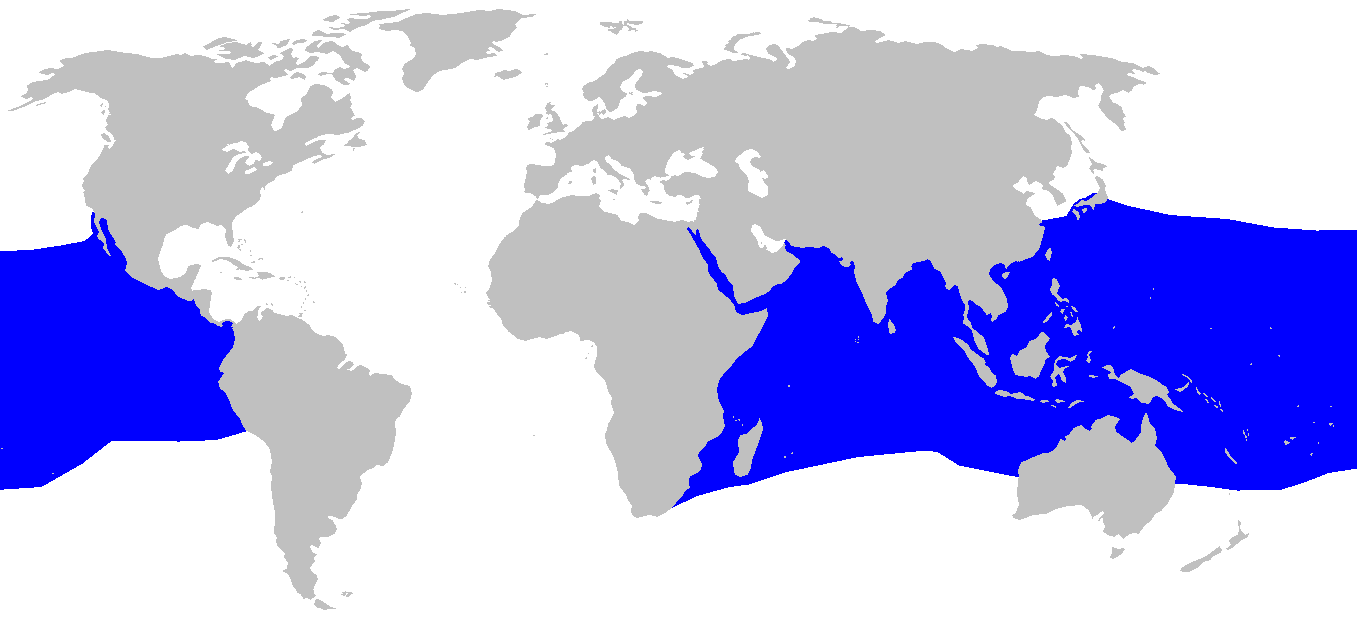
Verbreitungsgebiet des Pazifischen Fuchshais

Der Pazifische Fuchshai ist im gesamten subtropischen bis tropischen Bereich des Pazifischen und Indischen Ozean verbreitet. Er kommt entsprechend von der Ostküste Afrikas, den südasiatischen Küstenbereichen und Nordaustralien bis an die Westküsten Nord-, Mittel- und Südamerikas sowie im Bereich der vorgelagerten Inseln vor. Seine Hauptverbreitung hat er allerdings in den Hochseebereichen.